# IC 3755
IC 3755 је двојна звијезда у сазвјежђу Береникина коса која се налази на листи објеката дубоког неба у Индекс каталогу.
Деклинација објекта је + 19° 9' 27" а ректасцензија 12h 46m 9,4s.